# The Big Shave
The Big Shave är en kortfilm av Martin Scorsese från 1967.
Filmen är inskränkt till en scen där en man skär sig när han rakar sig. Budskapet är en generell kritik mot en destruktiv och våldsförhärligande kultur och specifikt en kritik mot vietnamkriget, vilket Scorsese tog avstånd ifrån.